# Желязно (Нижньосілезьке воєводство)
Желязно (пол. Żelazno, нім. Eisersdorf) — село в Польщі, у гміні Клодзко Клодзького повіту Нижньосілезького воєводства.
Населення — 898 осіб (2011).

## Демографія
Демографічна структура станом на 31 березня 2011 року:
|          | Загалом | Допрацездатний вік | Працездатний вік | Постпрацездатний вік |
| -------- | ------- | ------------------ | ---------------- | -------------------- |
| Чоловіки | 449     | 88                 | 322              | 39                   |
| Жінки    | 449     | 75                 | 270              | 104                  |
| Разом    | 898     | 163                | 592              | 143                  |